# Russulales
Russulales este un ordin de ciuperci a încrengăturii Basidiomycota, în clasa Agaricomycetes și subclasa incertă împărțit în ajustat 28 de familii în 80 de genuri cu global peste 1.750 de specii, respectiv, în aproximativ 3000 de specii împărțit în 117 de genuri.

## Istoric
Ordinul Russulales a fost determinat destul de târziu. Primul care l-a menționat a fost micologul german Hanns Kreisel în cartea sa Grundzüge eines Natürlichen Systems der Pilze din 1969. Dar după ce analiza morfologică nu a fost astfel de perfecționată ca în prezent și cea al ADN încă nu a existat, rezultatele au fost incomplete și de acea de  ameliorat.
Dar a durat până în 2001, când micologul american  Paul Michael Kirk, împreună cu trei colegi ai lui, a redeschis și extins calitățile ordinului pe baza studiilor lui Kreisel, de verificat în Dictionary of the Fungi.
Sistemul Russulales este în transformare. În special, prin rezultate noi genetice moleculare sunt de așteptat în continuare schimbări.

## Descriere
Ordinul, denumit după familia Russulaceae-lor conține familii de ciuperci cu un aspect parțial foarte diferit. Astfel ordinul Russulales include mai multe familii de ciuperci asemănătoare, preponderent din sus numita familie Russulaceae, și aici de genul Russula sau Lactarius, dar de asemenea unele care sunt polipore, coralice, dințate, crestate sau în formă de iască. Cu alte cuvinte, există o variație enormă în morfologia acestor ciuperci care însă își împărtășesc o istorie genetică similară.

## Sistematică
După Mycobank, ordinul este subdivizat în ajustat 28 de familii:
| - Albatrellaceae, Nuss (1980) - Amylosporaceae, Jülich (1981) - Amylostereaceae, Boidin, Mugnier & Canales, Mycotaxon (1998) - Auriscalpiaceae, Maas Geest. (1963) - Bondarzewiaceae, Kotlaba & Pouzar (1957) - Dentipellopsis, Y.C. Dai & L.W. Zhou (2013) - Dicantharellaceae, Jülich (1981) - Gloeoasterostroma, Rick (1938) - Gloeocystidiellaceae, Jülich (1981) - Gloeohypochnicium, (Parmasto) Hjortstam (1987) - Haloaleurodiscus, N. Maek., Suhara & K. Kinjo (2005) - Hericiaceae, Donk (1964) - Hybogasteraceae, Jülich (1981) - Lachnocladiaceae, D.A.Reid (1965) | - Laeticutis, Audet (2010) - Larssoniporia, Y.C. Dai, Jia J. Chen & B.K. Cui, (2016) - Laxitextaceae, Locq. (1984) - Multifurca, Buyck & V. Hofstetter (2008) - Neoalbatrellus, Audet (2010) - Peniophoraceae, Lotsy (1907) - Perplexostereum, Ryvarden & Tutka (2014) - Polypus, Audet (2010) - Pseudowrightoporia, Y.C. Dai, Jia J. Chen & B.K. Cui (2016) - Russulaceae, Lotsy (1907) - Stereaceae, Pilát (1930) - Wrightoporiaceae, Jülich (1981) - Wrightoporiopsis, Y.C. Dai, Jia J. Chen & B.K. Cui (2015) - Xeroceps Audet (2010) |

## Imagini din diverse familii (selecție)

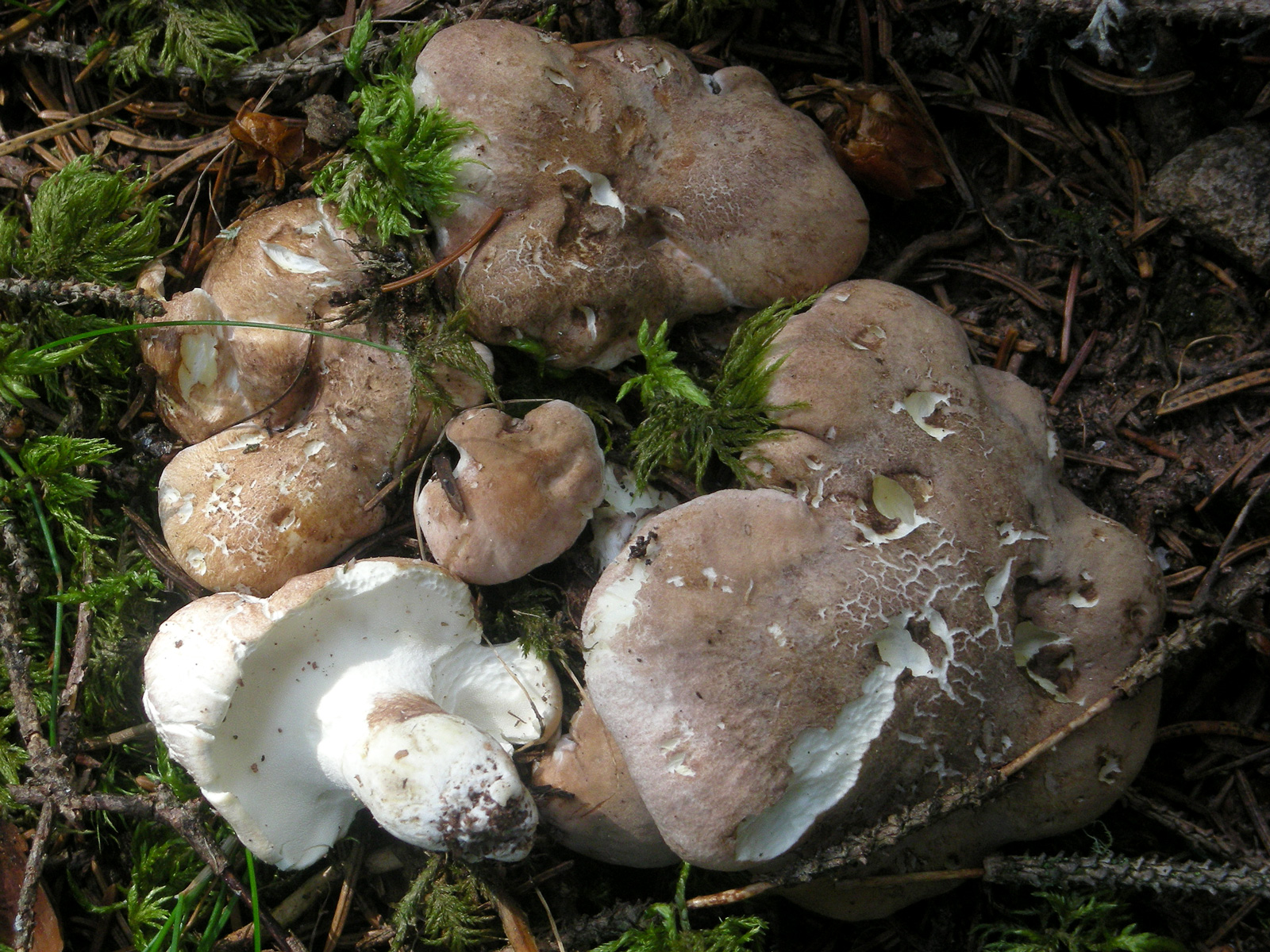
Albatrellus-ovinus
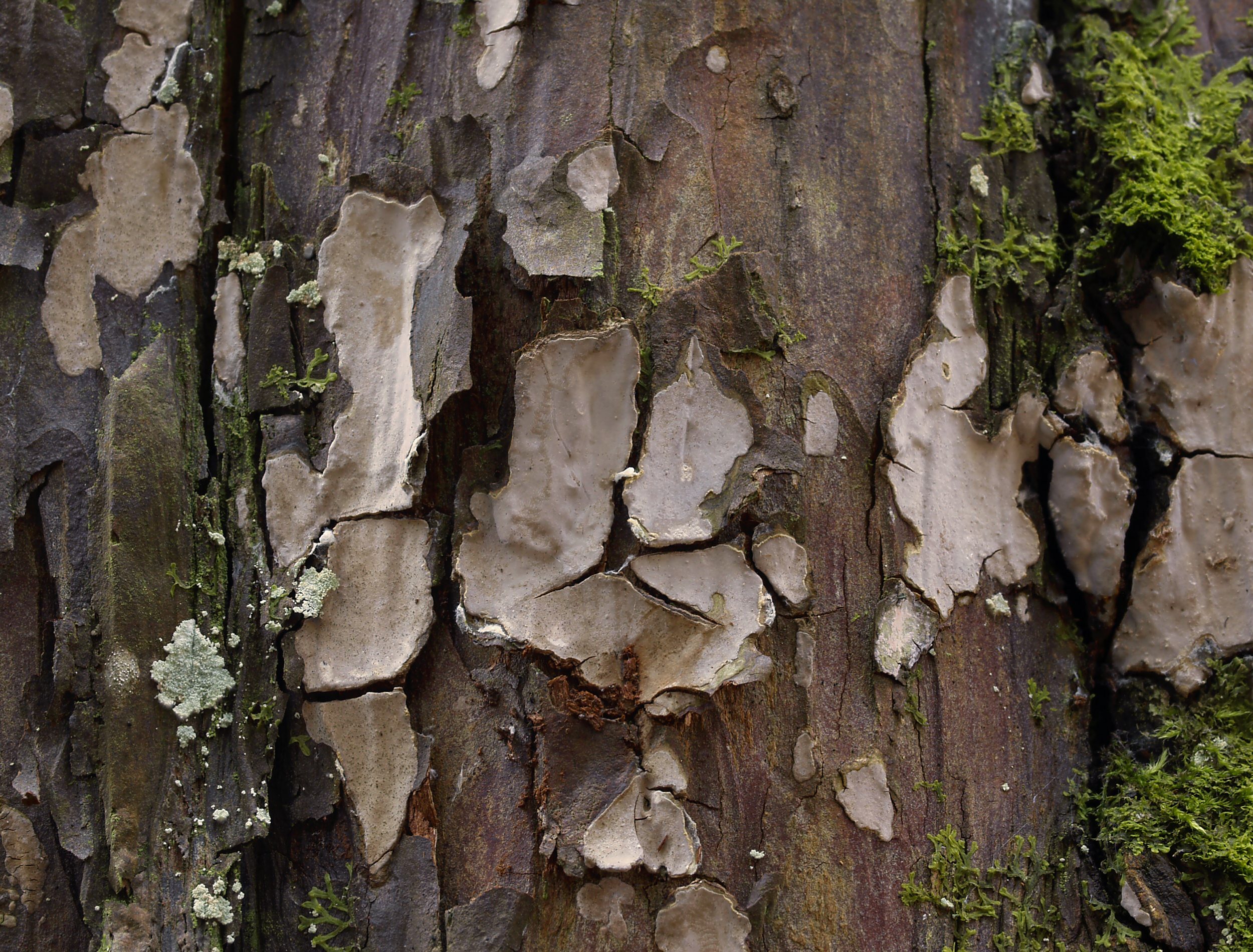
Amylostereum laevigatum
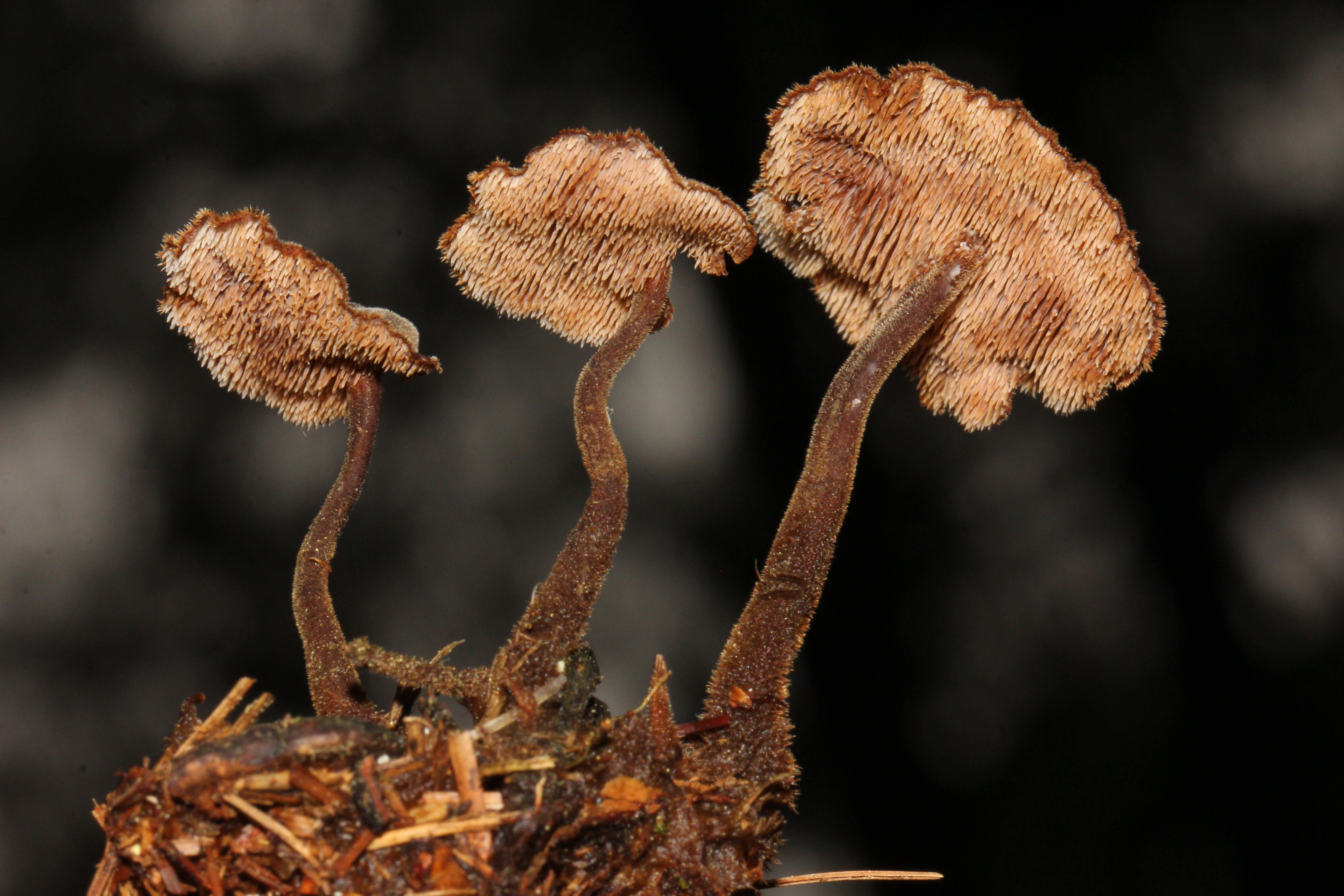
Auriscalpium vulgare
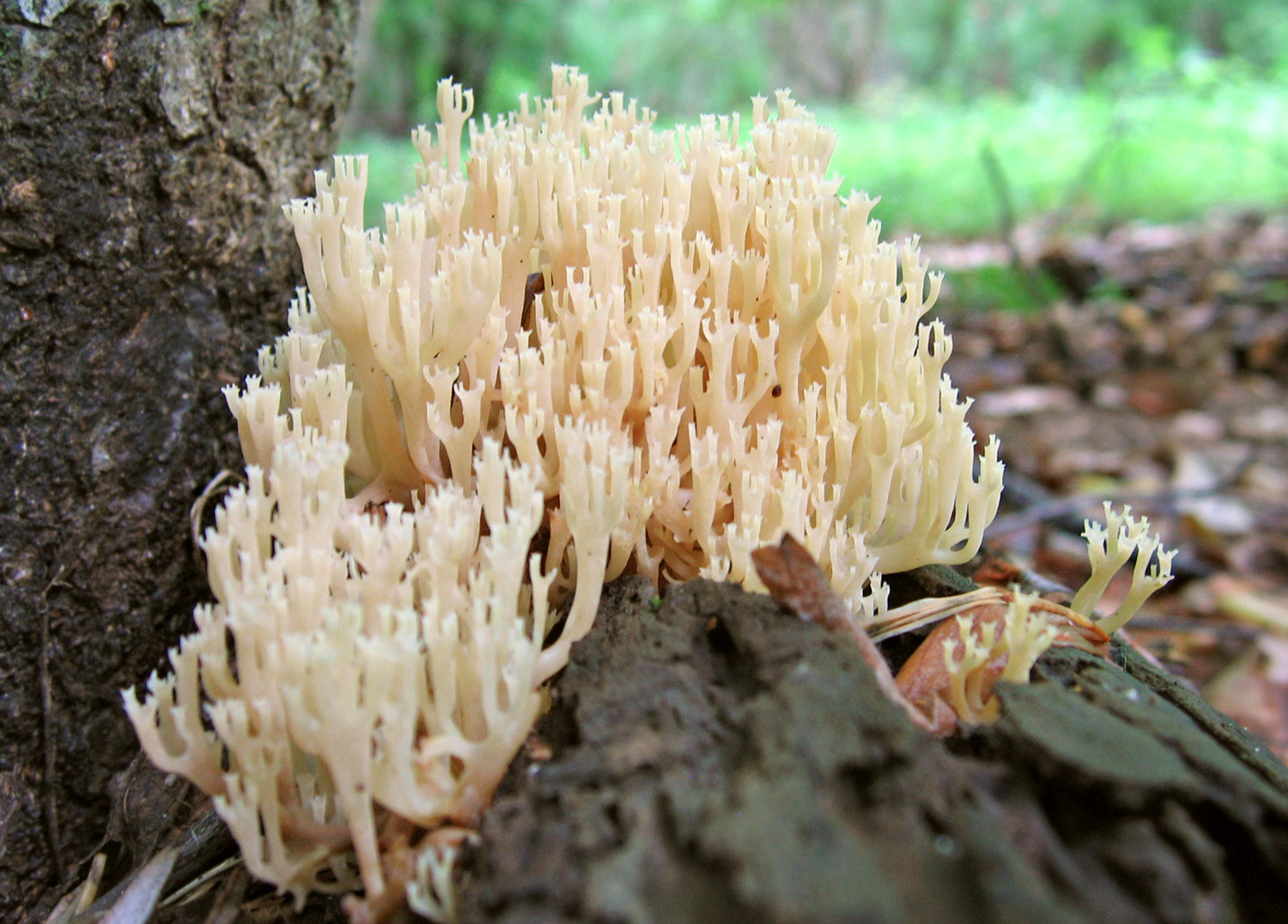
Artomyces pyxidatus (Auriscalpiaceae)
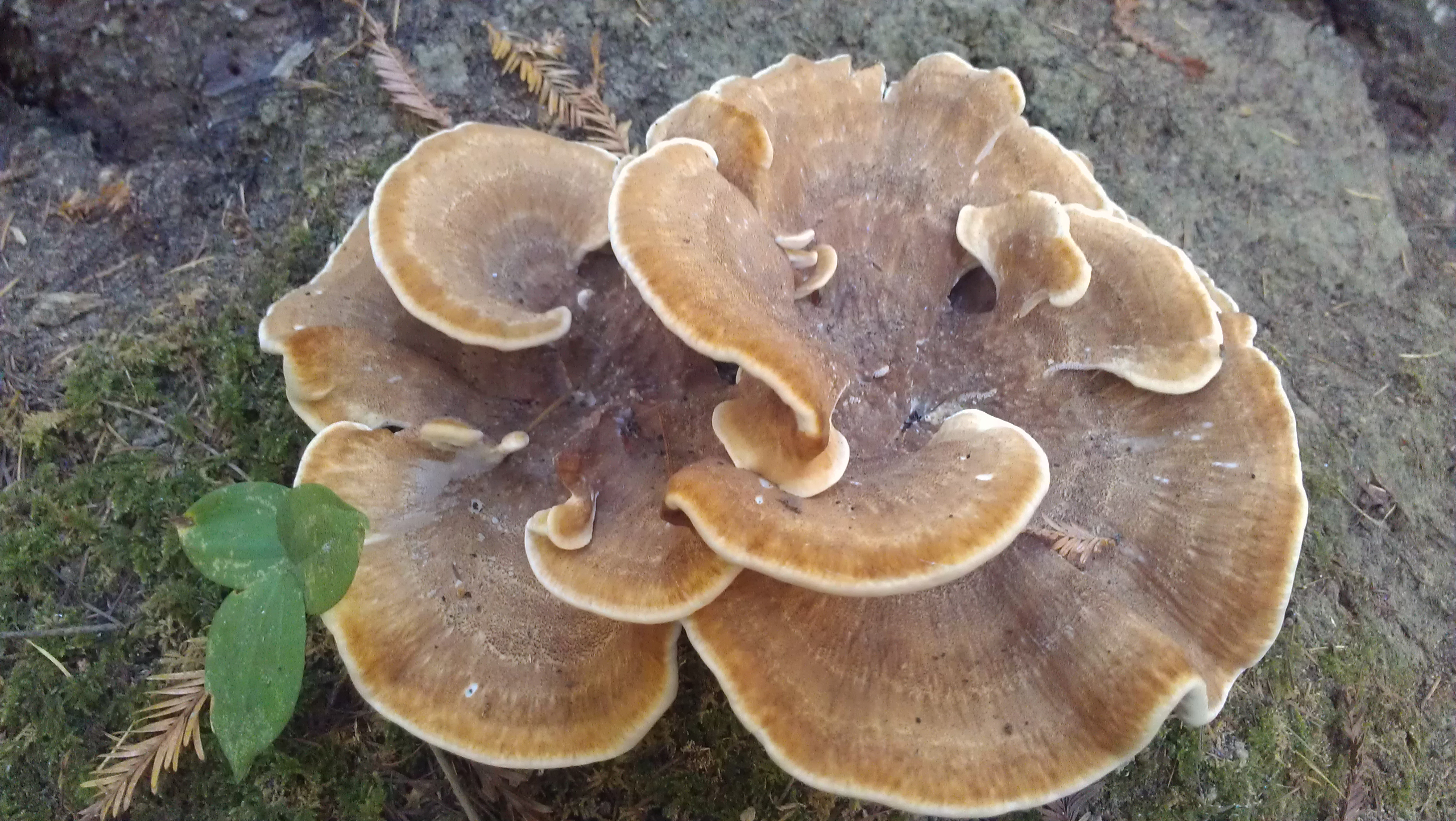
Bondarzewia mesenterica
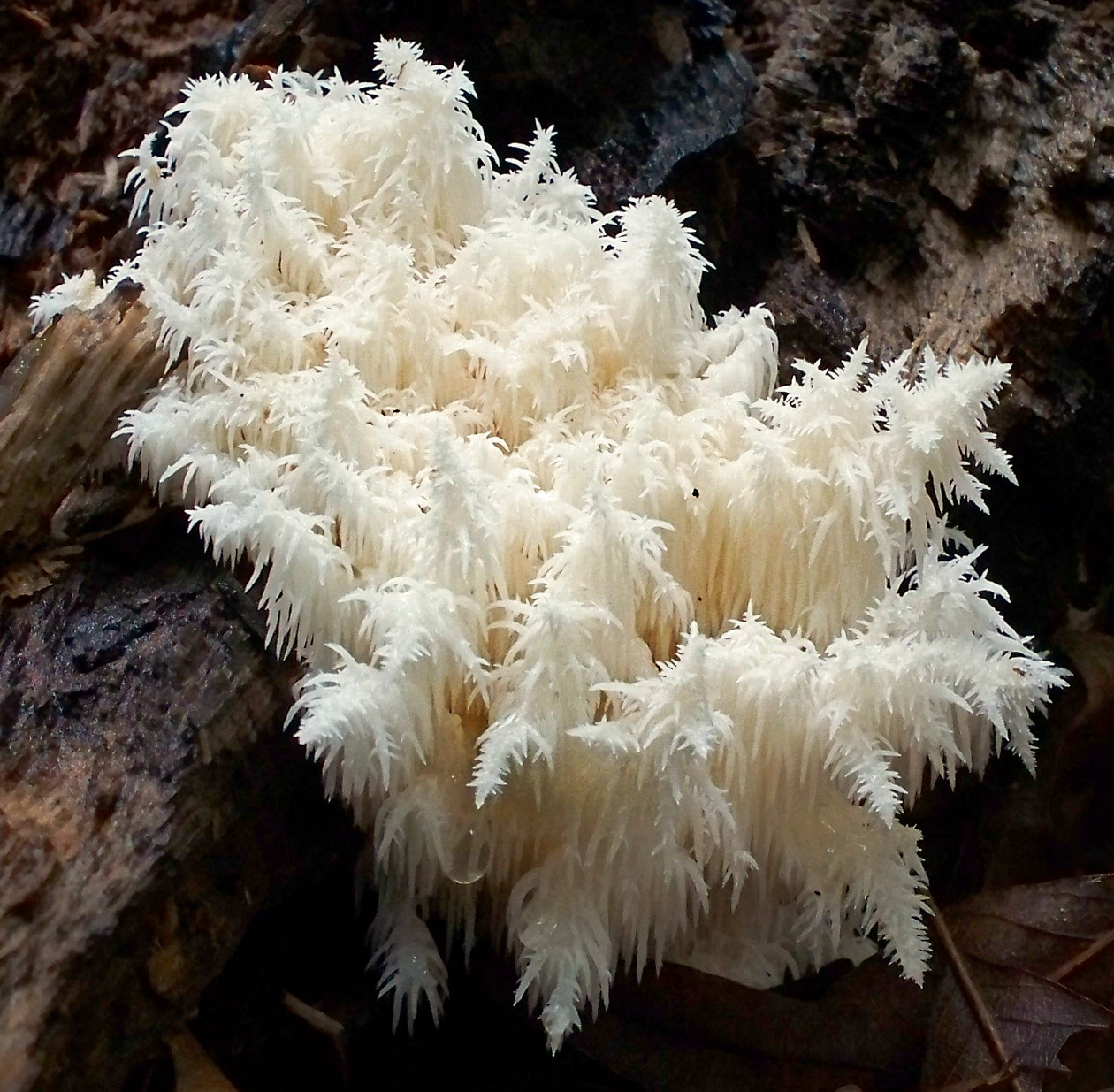
Hericium coralloides
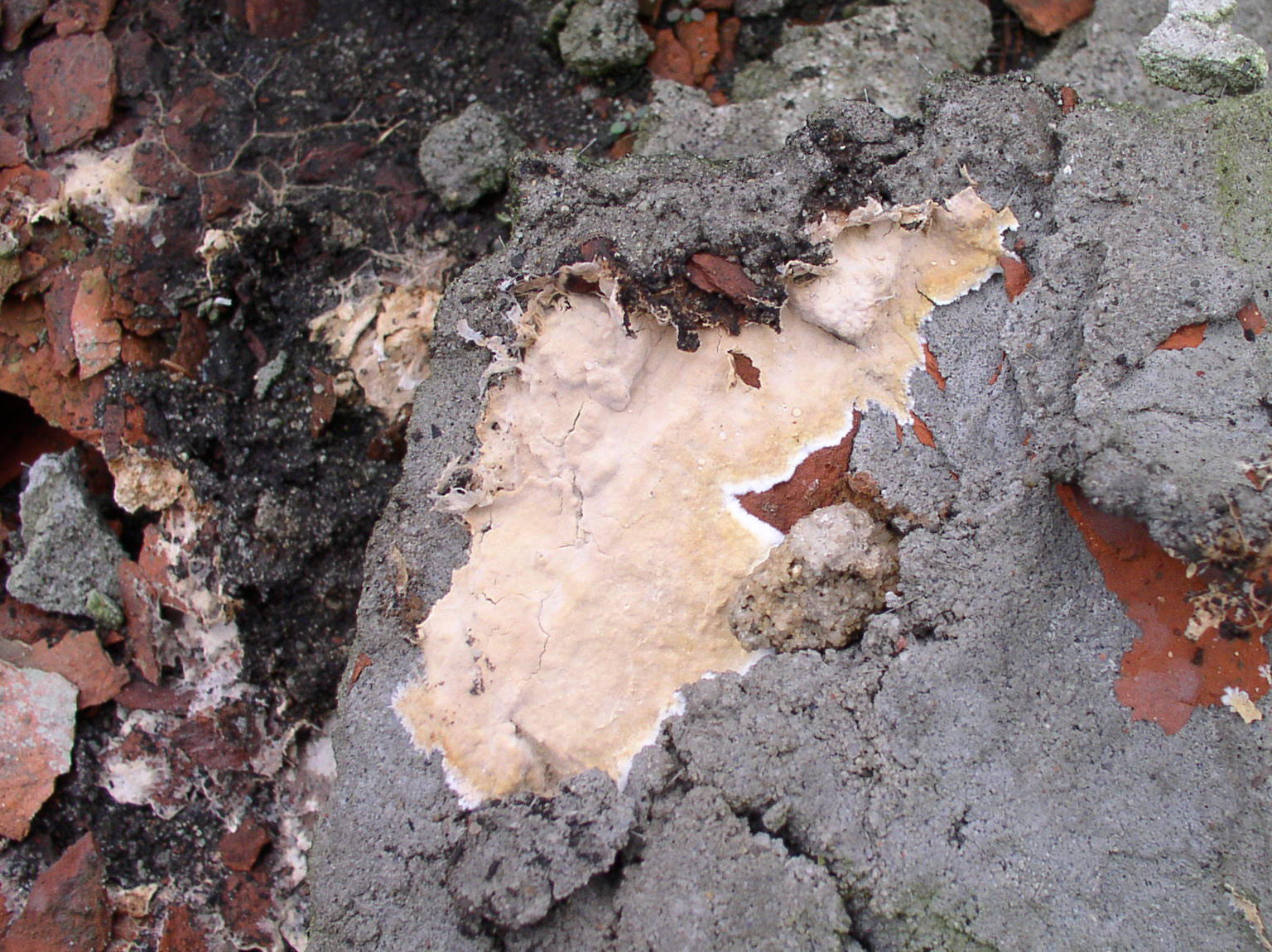
Asterostroma laxum (Lachnocladiaceae)
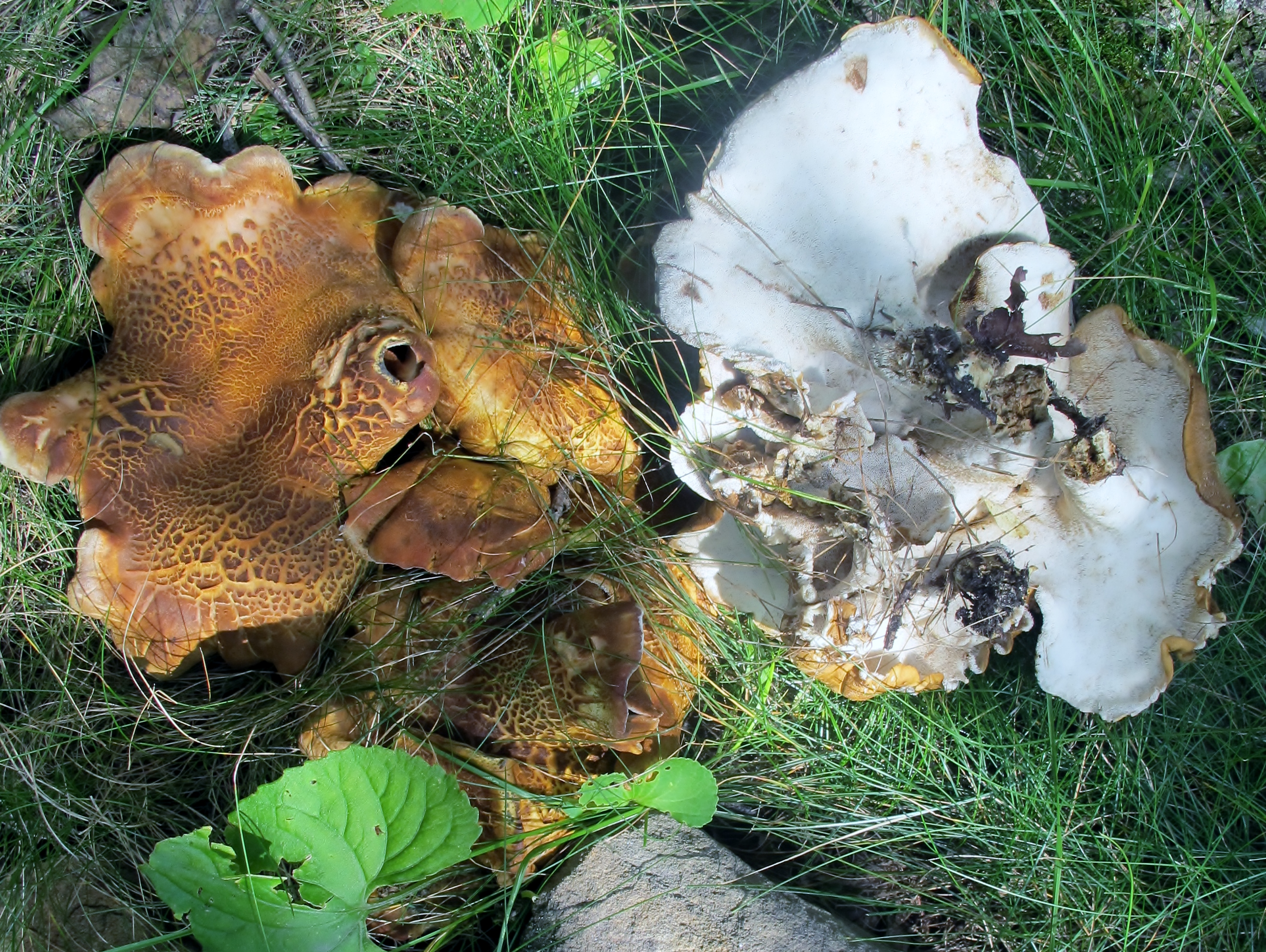
Laeticutis cristata

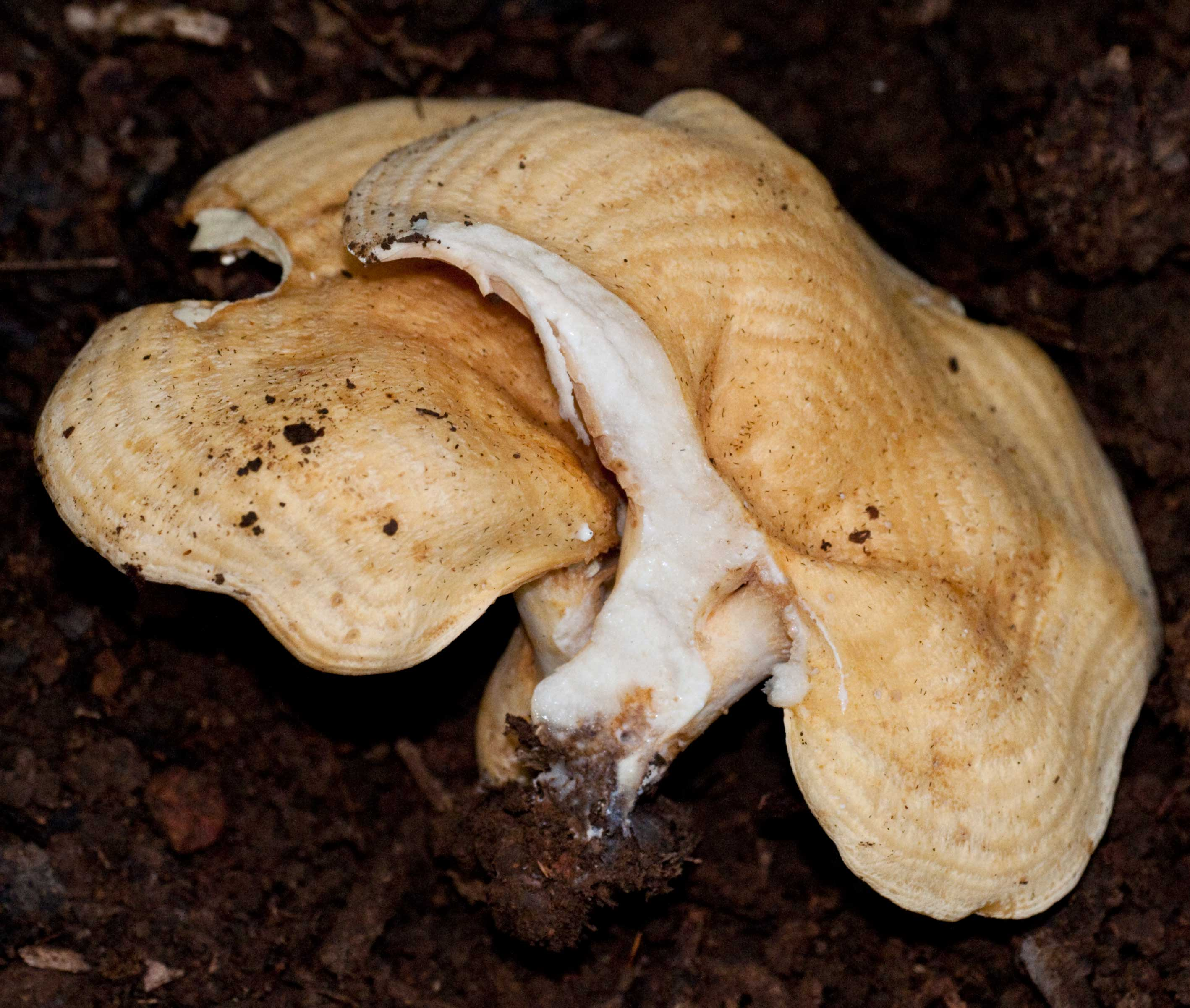
Multifurca
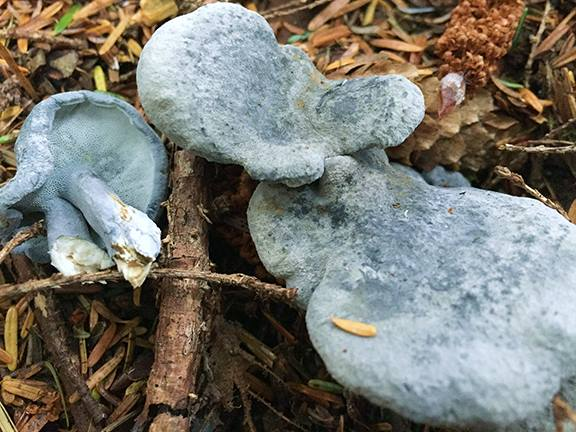
Neoalbatrellus subcaeruleoporus
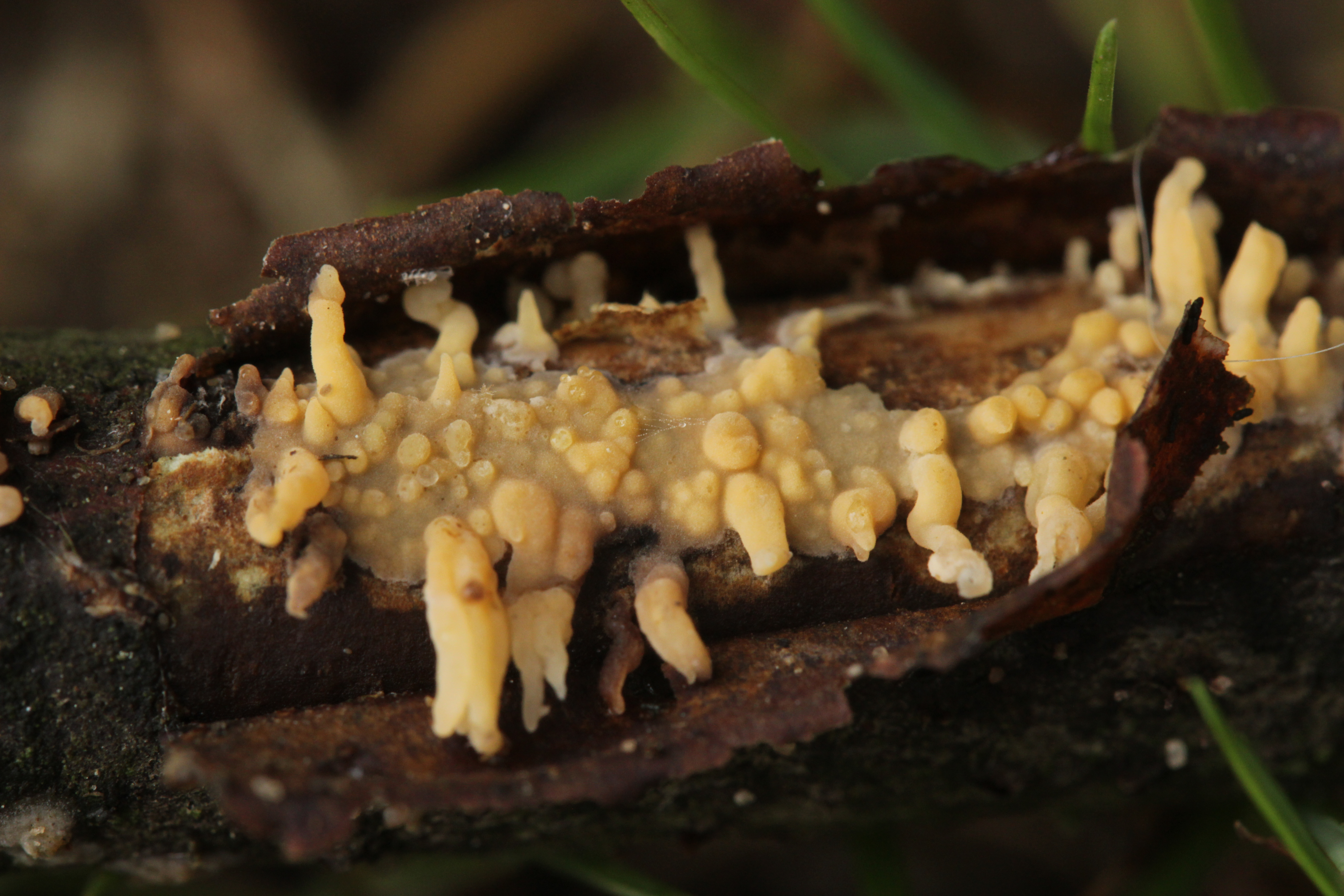
Peniophora laeta
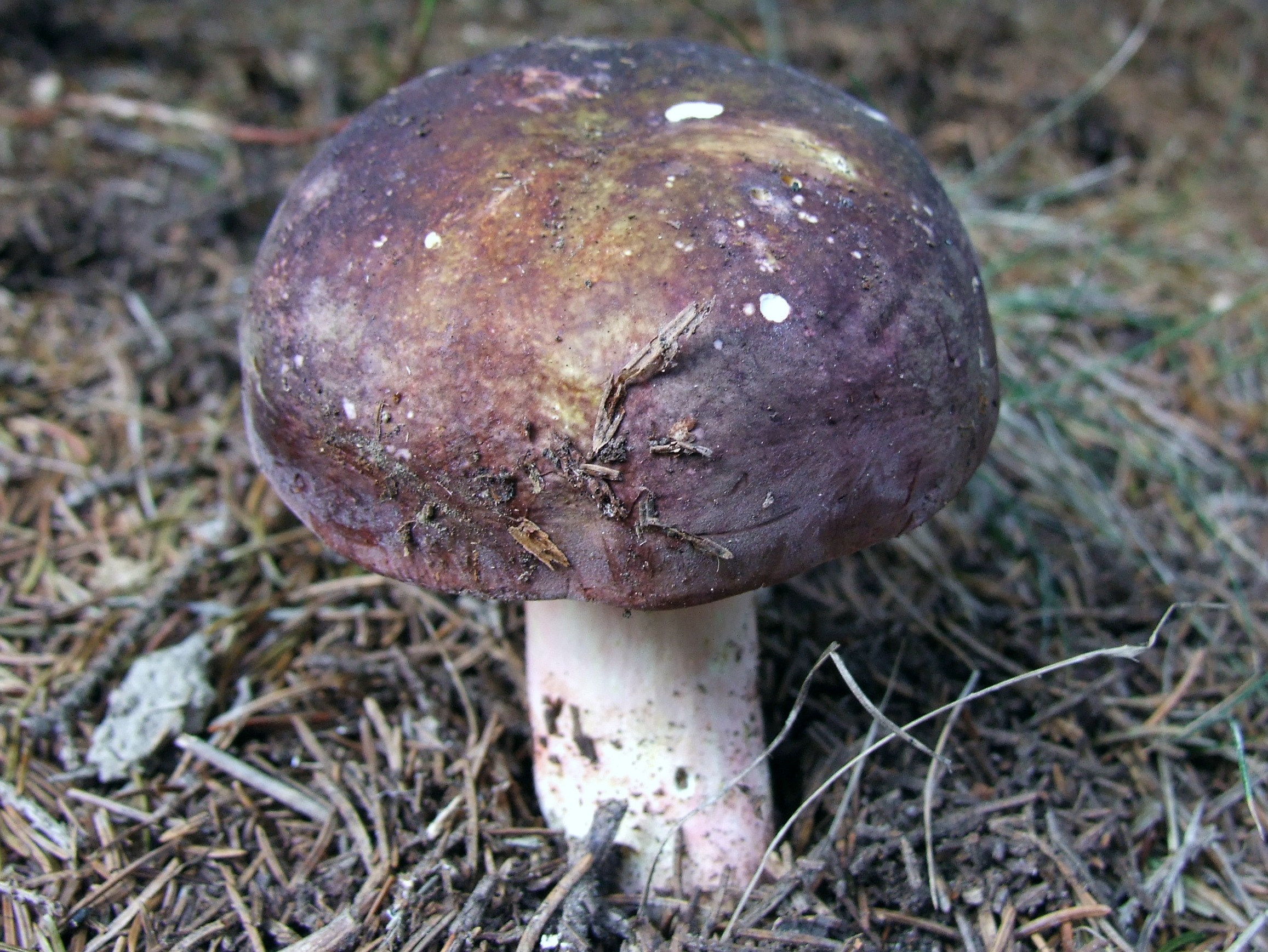
Russula cyanoxantha
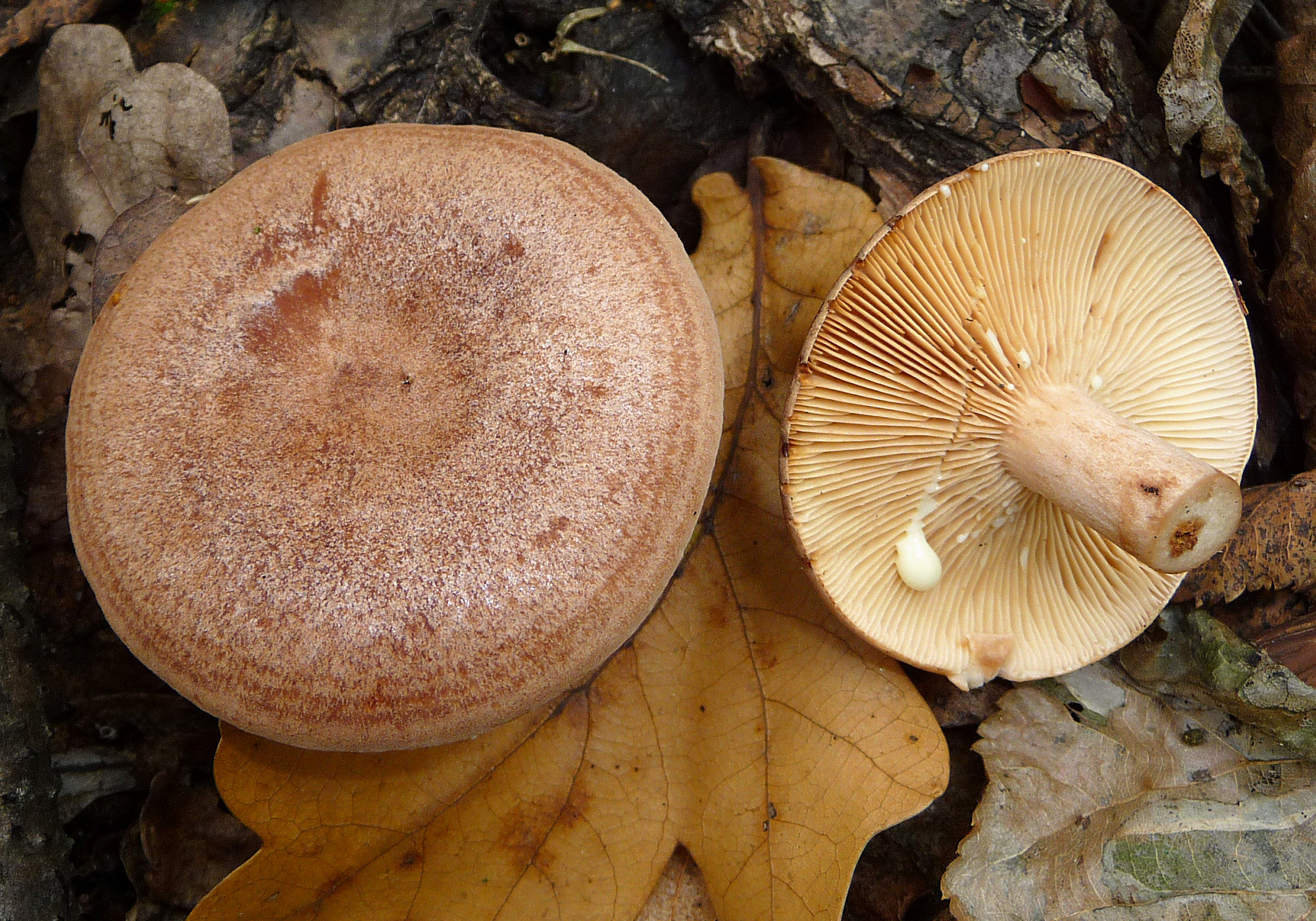
Lactarius quietus
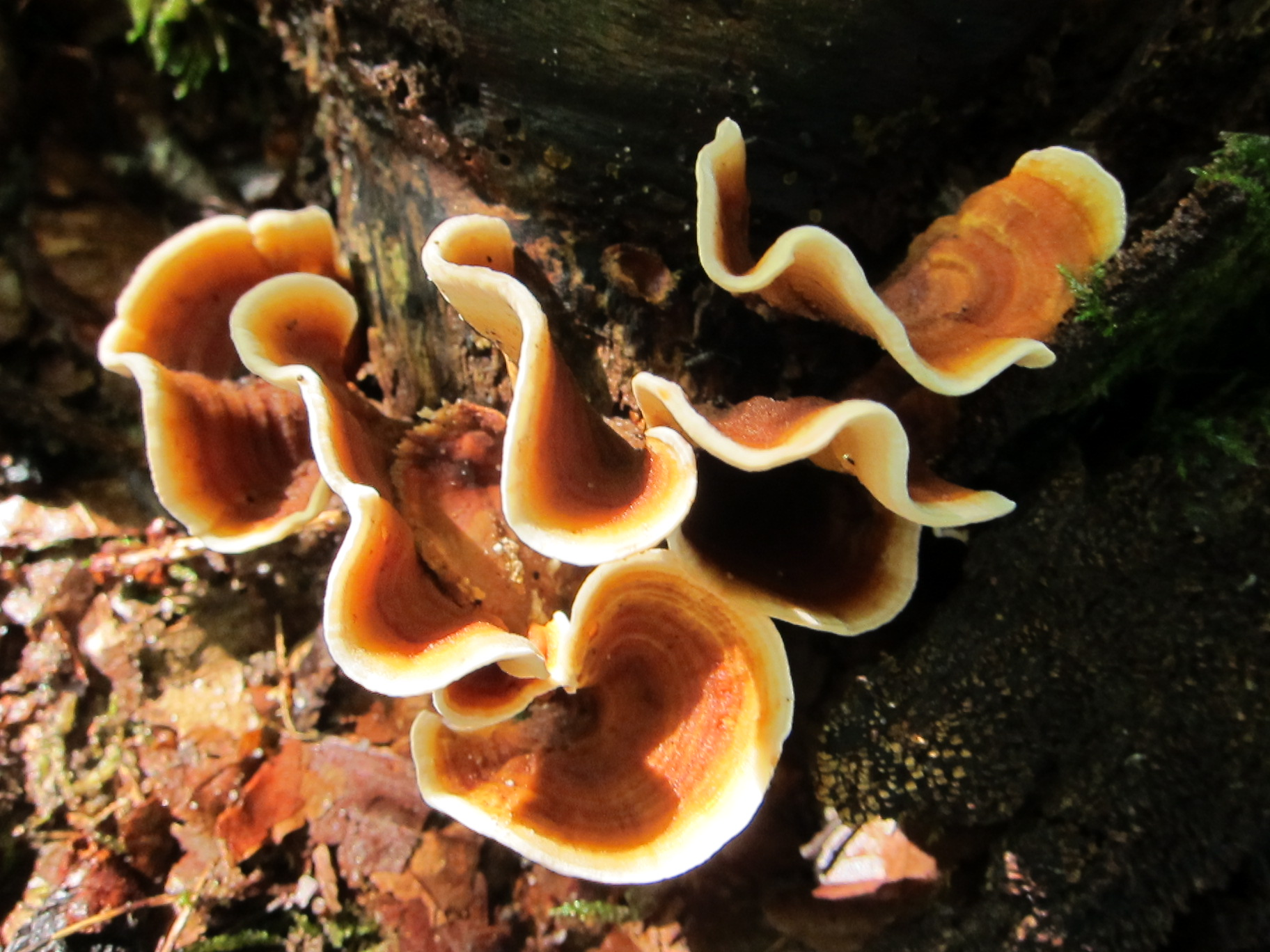
Stereum subtomentosum